# Mistrovství světa v zápasu ve volném stylu 1995
Mistrovství světa v zápase ve volném stylu 1995 se uskutečnilo v Atlantě, Spojené státy americké.  Ženské soutěže se uskutečnila v Moskvě, (Rusko). 

## Výsledky

### Volný styl muži
| Kategorie | Zlato             | Stříbro              | Bronz             |
| --------- | ----------------- | -------------------- | ----------------- |
| 48 kg     | Vugar Orudžov     | Alexis Vila          | Armen Mkrtčjan    |
| 52 kg     | Valentin Jordanov | Gholamreza Mohammadi | Zeke Jones        |
| 57 kg     | Terry Brands      | Givi Sisauri         | Harun Doğan       |
| 62 kg     | Elbrus Tedejev    | Takahiro Wada        | Magomed Azizov    |
| 68 kg     | Arajik Gevorgjan  | Akbar Falláh         | Jesús Rodríguez   |
| 74 kg     | Buvajsar Sajtijev | Alexander Leipold    | Alberto Rodríguez |
| 82 kg     | Kevin Jackson     | Elmad Džabrajilov    | Ruslan Khinchagov |
| 90 kg     | Rasúl Chádem      | Macharbek Chadarcev  | Melvin Douglas    |
| 100 kg    | Kurt Angle        | Aravat Sabejev       | Abbás Džadídí     |
| 130 kg    | Bruce Baumgartner | Sven Thiele          | Leri Chabelovi    |

### Volný styl ženy
| Kategorie | Zlato              | Stříbro           | Bronz              |
| --------- | ------------------ | ----------------- | ------------------ |
| 44 kg     | Shoko Yoshimura    | Mette Barlie      | Vickie Zummo       |
| 47 kg     | Miyu Yamamoto      | Zhong Xiue        | Elena Egochina     |
| 50 kg     | Saneit Ganachuyeva | Gyula Pérez       | Yoshiko Endo       |
| 53 kg     | Sophie Pluquet     | Kozue Kimura      | Wendy Izaguirre    |
| 57 kg     | Sara Eriksson      | Lene Aanes        | Anna Gomis         |
| 61 kg     | Nikola Hartmann    | Natalia Ivanova   | Kong Yan           |
| 65 kg     | Yayoi Urano        | Doris Blind       | Natalia Lasarenko  |
| 70 kg     | Lise Golliot       | Elmira Kurbanova  | Nina Englich       |
| 75 kg     | Liu Dongfeng       | Mitsuko Funakoshi | Tetyana Komarnicka |

## Týmové hodnocení
| Pořadí | Muži volný styl | Muži volný styl | Ženy volný styl | Ženy volný styl |
| Pořadí | Tým             | Body            | Tým             | Body            |
| ------ | --------------- | --------------- | --------------- | --------------- |
| 1      | USA             | 71              | Rusko           | 65              |
| 2      | Írán            | 59              | Japonsko        | 63              |
| 3      | Rusko           | 58              | Francie         | 48              |
| 4      | Turecko         | 35              | USA             | 45              |
| 5      | Kuba            | 34              | Čína            | 31              |
| 6      | Ukrajina        | 29              | Polsko          | 26              |
| 7      | Německo         | 27              | Venezuela       | 25              |
| 8      | Japonsko        | 24              | Ukrajina        | 25              |
| 9      | Bělorusko       | 22              | Norsko          | 23              |
| 10     | Arménie         | 19              | Kanada          | 23              |